# Padina (Buzău)
Padina è un comune della Romania di 4 533 abitanti, ubicato nel distretto di Buzău, nella regione storica della Muntenia.
L'esistenza di Padina è attestata in un documento datato 28 maggio 1536; nel corso degli anni ha assunto successivamente le denominazioni Bora, Padina Borai e Macoveiul.